# Zavod Presvetog Srca Isusova u Rijeci
Zavod Presvetog Srca Isusova (tal. Instituto del Sacro Cuore di Gesu) bio je katolička odgojno-obrazovna ustanova za nezbrinutu djecu u Pomeriji, u Rijeci, koji je  1. listopada 1895. otvorila Marija Krucifiksa Kozulić. Ubraja se među prve ustanove predškolskoga odgoja u povijesti Rijeke i drugu ustanova fröbelskoga sustava u Rijeci, nakon mađarskoga vrtića osnovana 1893. godine.
Zavod je uključivao dječji vrtić u obliku fröbelske škole (asilo infantile), četverorazrednu pučku školu i dnevni boravak za učenje nakon nastave, knjižnicu, oratorij, radionice ručnog rada, tečajeve za domaćinstvo i strane jezike te poduke iz glasovira i različitih školskih predmeta, što je bilo navedeno u letku tiskanu na hrvatskome, talijanskom, mađarskom i njemačkom jeziku.
Deset dana nakon otvorenja Zavoda, otvoren je i Dječji fröbelski vrtić, koji je Kozulić namjeravala otvoriti još 1. listopada, no čekala je dozvolu Gradskoga poglavarstva za početak rada. Vrtić je bio uređen prema fröbelskom zabavištu u talijanskoj Goriziji. Kozulić je zamolbu za otvorenje fröbelskoga vrtića Poglavarstvu grada Rijeke uputila 12. rujna 1895., a dozvolu Gradskoga školskog savjeta dobila je 30. rujna „uz uvjet da se sav odgoj i poučavanje djece provodi na talijanskome jeziku” te da ustanova podliježe nadzoru Savjeta. Kozulić je ovomu uvjetu doskoćila zapošljavanjem učiteljica koje su bile osposobljene poučavati i na hrvatskome i na talijanskom jeziku.
Na početku rada u Zavodu su radile učiteljice Marija Vivant, Amalija De Zorzi, Dionisia d' Ancona i Kozulić, uz nekoliko pomoćnica.
Ravnateljica Zavoda i vrtića (Dirretrica del' Instituto del Sacro Cuore di Gesú) bila je Marija Kozulić.

### Članci
- Mlakić, Dobroslava. 2020. Kroz povijest Doma. Godišnjak Ženskoga učeničkog doma Marije Krucifikse Kozulić: 8-10